# Advanced Computer Techniques
Advanced Computer Techniques (ACT) est une société américaine d'édition de logiciel du début des années 1960 jusqu'au début des années 1990. Elle est un acteur clé de son secteur et emblématique des firmes de développement informatique de son époque : indépendante et de taille moyenne,. Elle a en particulier produit des compilateurs de langages de programmation et divers outils associés. Elle a également entrepris dans le conseil en technologie de l'information, géré des service bureau (en) et fourni des applications et services dans le domaine de la santé comportementale. Deux filiales notables d'ACT sont InterACT et Creative Socio-Medics.

## Origine

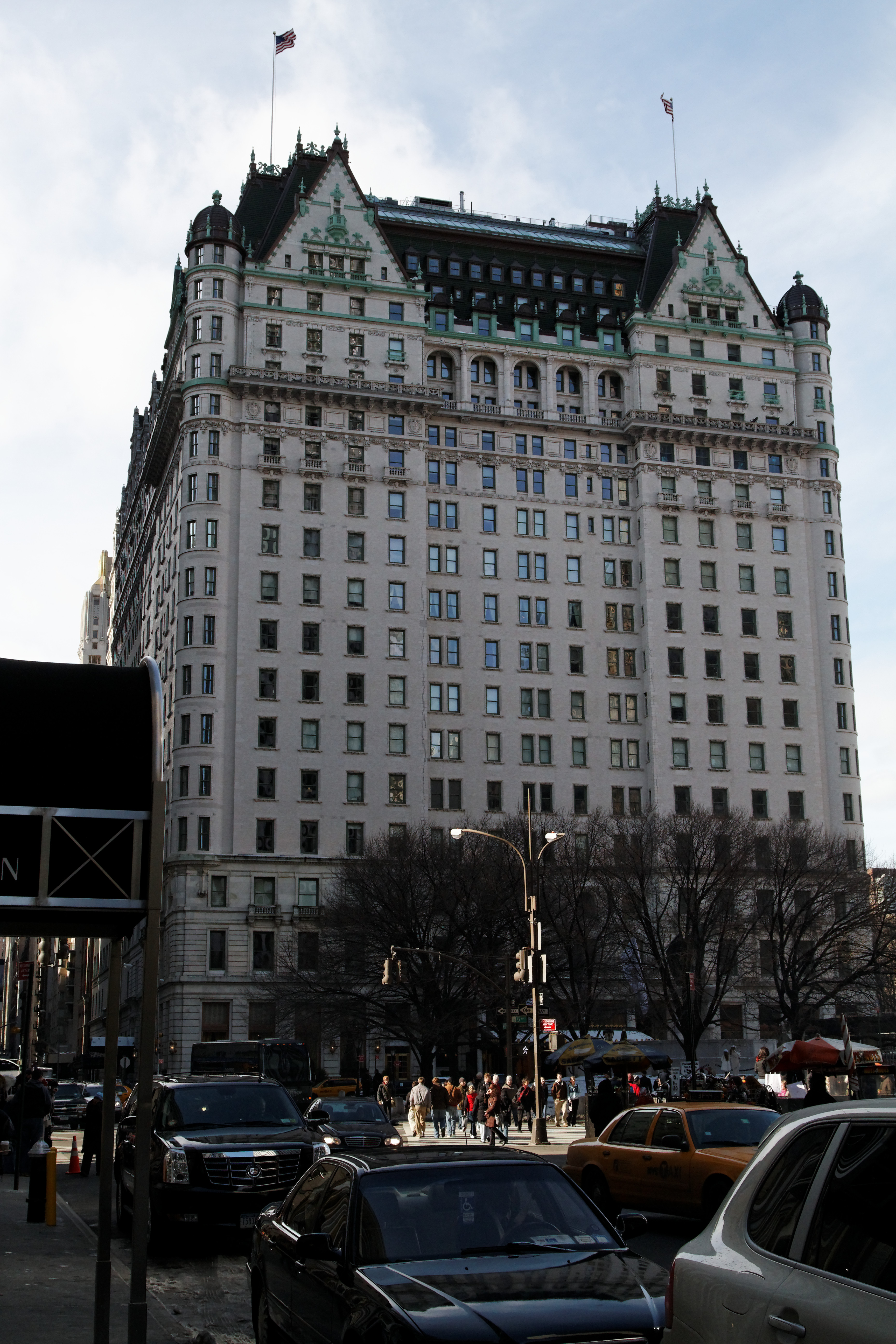
ACT a passé ses premières années dans un espace au sommet de l'hôtel Plaza sur la Cinquième Avenue et la 59e Rue à New York (vu ici en 2010).

ACT est fondée à New York en avril 1962 par Charles Philip Lecht,, avec un actif initial constitué d'une capitalisation de 800 dollars, d'un employé et d'un unique contrat. Ce premier contrat, signé avec Univac pour un montant de 100 000 dollars, porte sur la correction d'un compilateur pour le supercalculateur UNIVAC LARC (en), alors utilisé par l'US Navy. Charles Lecht embauche quelques programmeurs et le premier bureau est créé dans l'ancien quartier des employés, au sommet du Plaza Hotel. La société sera, parmi les quarante à cinquante entreprises de ce type fondées au début des années 1960, l'une des seules à passer à la postérité.
La création de compilateurs devient une partie essentielle du développement précoce de la société. Le premier, réalisé pour le langage Fortran, est développé au milieu des années 1960. Plus tard, dans la même décennie, ce dernier est suivi par un compilateur COBOL, puis un compilateur Fortran 77 et un compilateur Pascal seront développés à la fin des années 1970.
Dans le courant des années 1960, ACT se constitue une clientèle d'entreprises bien établies, comme IBM et Honeywell, et acquiert la réputation de fournir un travail de qualité dans les délais impartis. La société déménage dans des bureaux traditionnels situés, comme le seront les suivants, sur ou à proximité de Madison Avenue à Manhattan. L'entreprise produit également des logiciels système et des projets de programmation scientifique, dont certains pour l'industrie de la défense. Elle commence ensuite à développer des applications commerciales pour de grandes entreprises telles que Union Carbide, United Airlines, Hoffman-LaRoche, et Shell.

## Personnalités managériales
Charles Lecht et Oscar Schatcher sont deux cadres importants de la société. ACT était également précurseur dans l'embauche de femmes cadres : il y en eu plusieurs à la vice-présidence entre la fin des années 1970 et le début des années 1980,.

### Charles P. Lecht
À la création d'ACT, Charles Lecht approche la trentaine. C'est un mathématicien et un entrepreneur dont l'implication dans le secteur alors naissant de l'informatique remonte au début des années 1950,. Personnage coloré et flamboyant ayant un sens aigu de la publicité, il a été décrit comme un « showman » par des collègues, clients et concurrents, : la table et les murs de son bureau auraient été entièrement couverts de carreaux d'argent. Il a, de concert avec la société, été présenté dans le New Yorker en 1967 et plus tard dans des publications spécialisées tels que Datamation qui le décrit comme « l'un des personnages les plus flashy du milieu de l'informatique ».
Il a publié plusieurs ouvrages sur la programmation couvrant différents langages. D'autres thèmes ont, avec des conférences, soutenu sa visibilité et celle de son entreprise au sein de leur secteur, :
- (en) The Management of Computer Programming Projects, qui fut probablement, en 1967, le premier livre traitant du sujet[C 4] : il était aussi celui d'une série de séminaires qu'ACT avait organisé pour l'American Management Association[C 3].
- (en) A Guide for Software Documentation, publié par ACT en 1969, et qui a lui aussi été le premier à traiter de son sujet[4].
- (en) The Waves of Change, compilé dans le magazine Computerworld en 1977 et publié par McGraw-Hill en 1979, tente de prédire les changements dans le secteur informatique[A 4] : la préface a été écrite par Gédéon I. Gartner, futur fondateur du cabinet Gartner Group[D 2]. Le livre s'est bien vendu et a reçu un accueil positif[A 4],[C 2].

Peut-être l'une de ses plus étranges et célèbres productions est l'album de chansons vantant l'esprit d'entreprise d'IBM qu'il a fait enregistrer par l'Association of British Secretaries in America (en) dont les secrétaires d'ACT étaient membres. Publié par Skye Records en 1969 et intitulé Pæan, la jaquette fustigeant la perte de l'état d'esprit entrepreneurial des années 1930 à 1950, il devint un cadeau populaire lors de salons professionnels à l'instar des Joint Computer Conferences (en),. Le titre principal, utilisant la mélodie de Molly Malone, a été adapté en une louange à Charles Lecht lui-même, comme suit :
« Charles Lecht is our leader / Ideal idea breeder
The source of our strength / and the spine of our will »
« Charles Lecht est notre leader / Promoteur idéal d'idées
Source de notre force / et pilier de notre volonté »
Parmi le peu de programmeurs formés et disponibles au moment de la création de la société, il embaucha ceux ayant des connaissances musicales, linguistiques ou mathématiques, les trouvant efficaces pour cette nouvelle activité. Il a favorisé une ambiance détendue où la tenue était informelle et les heures de bureau flexibles,. Il a mis en place une série de rapports hebdomadaires dans lesquels tous les développeurs rendaient compte de leurs progrès qui étaient alors communiqués au client, selon le précepte dicté par Charles Lecht : « un client peut être mécontent mais ne peut accumuler plus d'une semaine de colère contre nous, parce que nous [lui] avons dit exactement où nous en étions ». Le caractère particulier d'ACT perdurera jusqu'au début des années 1980 : Charles Lecht évoque par exemple un psychologue ayant visité ACT pour discuter des plaintes des employés, et dit qu'il lui avait permis de gagner entre deux jours et une semaine de travail, en prédisant que cela deviendrait tendance[pas clair].

### Oscar H. Schachter
Les excentricités du président ont été compensées par la personnalité plus neutre d'Oscar H. Schachter, vice-président exécutif et avocat diplômé du Yeshiva College et de l'école de Droit de Harvard. Il était un voisin de Charles Lecht qui avait effectué des travaux juridiques pour l'entreprise lors de sa création : il sert au conseil d'administration pendant quelques années puis rejoint l'entreprise à temps plein en 1966. 

« J'étais une sorte de gouverneur … La personne qui s'asseyait sur Charlie [Lecht], ou qui a essayé de le faire. »

— Oscar Schachter, vice-président exécutif
Sa présence fut aussi remarquée à l'Association of Data Processing Service Organizations, une organisation sectorielle en croissance rapide au cours des années 1960 et plus tard.

## Expansion et diversification

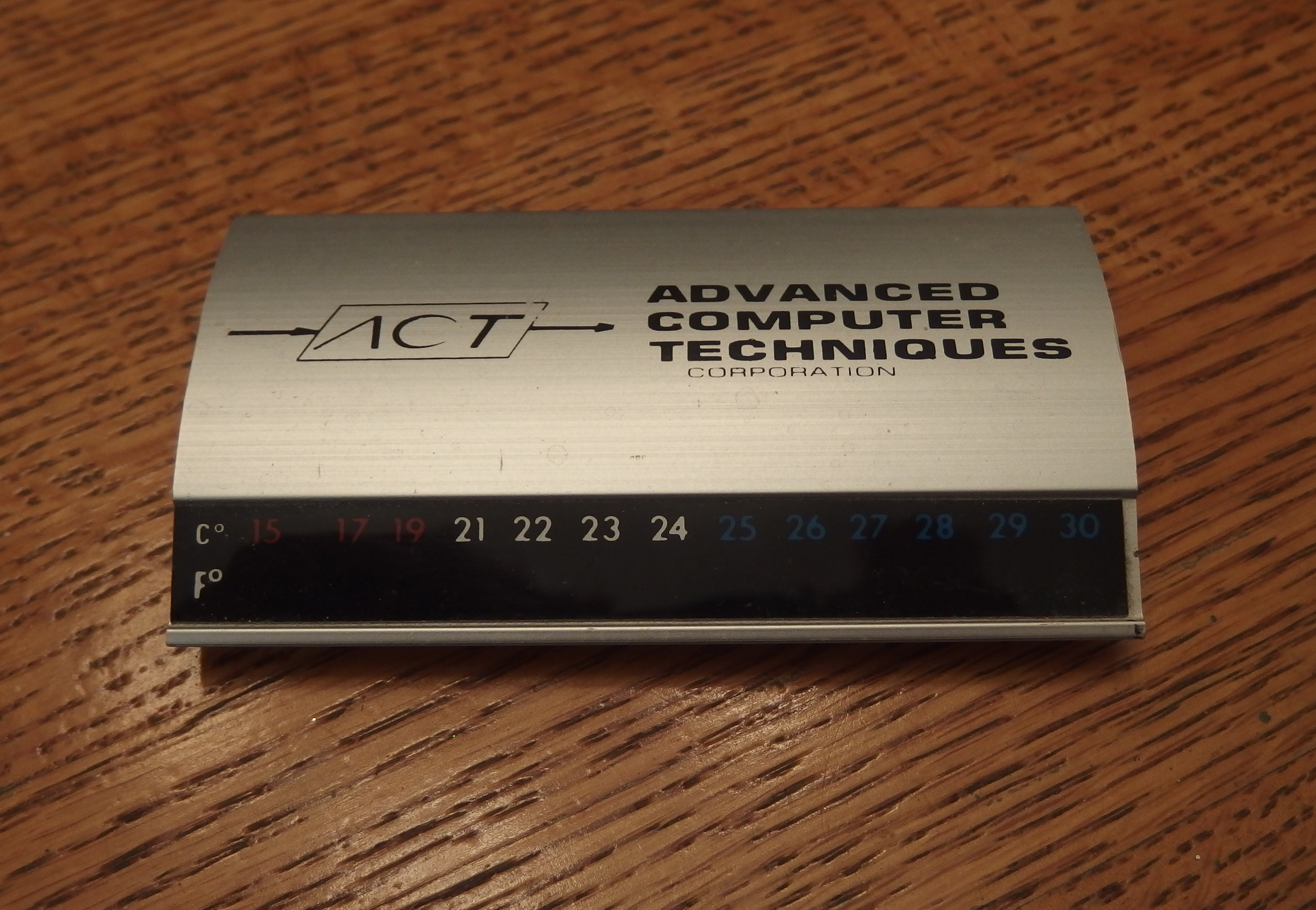
Thermomètre d'ambiance utilisé en tant que presse-papiers qui a été publié comme article promotionnel par la société de logiciels ACT dans les années 1980.

ACT fut cotée à partir de mai 1968 et la valeur de l'action augmenta de près du quadruple au cours de la première journée de négociation, en terminant au triple. Cette introduction fut qualifiée par New York Times de « spectaculaire », la firme ayant bénéficié d'une vague d'intérêt des investisseurs pour les valeurs technologiques. La société a eu un chiffre d'affaires de l'ordre de 2,5 à 3,2 millions pendant les années 1968-1970 et, suivant l'objectif de son fondateur d'en faire un « supermarché de services pour le secteur de l'informatique », entrepris une trajectoire de diversification au-delà du conseil et du développement de logiciels. Elle est temporairement modérée au cours des années 1971 et 1972, où ACT subit un ralentissement qui est généralisé dans le secteur et présente ses premières pertes annuelles. Plusieurs bureaux sont fermés et la moitié des employés licenciés de la firme, qui parvient cependant à survivre contrairement à d'autres concurrents. En 1974, son bénéfice atteint la somme de cinq millions de dollars.

### Acquisitions et filiales
Cette diversification se matérialisa par :
- L'acquisition en 1969 de Rhode Island Lithograph, une société d'impression dans le Rhode Island (qui était la propriété du frère de Charles Lecht, Danny)[réf. souhaitée] ;
- L'acquisition d'Informatab, une entreprise étudiant le marché du traitement des données[réf. souhaitée].
- La création d'Inter-ACT, une filiale s'occupant de formation et d'éducation[8] et qui participa à la rédaction de manuels d'aide à l'informatique qui ont été vendus à des écoles et des entreprises[9] ;
- L'acquisition de Creative Socio-Medics (CSM) en 1973, qui avait été fondée par Gerald O. Koop et John F. Phillips en 1968[10].

### Service bureau
Le secteur de diversification le plus important a été celui des « service bureau », services professionnels aux entreprises, qui représentait en 1979 environ 40 % des bénéfices de la société. Ces bureaux de service, qui fournissaient leur propre équipement pour gérer le traitement des données de clients, étaient situés à New York, Phoenix, Tucson, Edmonton (Canada) et à Milan (Italie). Chacun d'eux tendait à se spécialiser dans un domaine particulier, comme celui d'Edmonton avec la communication de données d'inventaires et de positions financières pour l'industrie du pétrole et de la construction au Canada.

### Vente au détail
La société est également entrée dans la vente au détail de compilateurs de développement et de divers outils associés. L'avènement des mini-ordinateurs créant un marché pour les compilateurs, Data General (en) devint l'un des principaux clients. La visibilité de Charles Lecht ne permit pas à l'entreprise une commercialisation assez efficace,. En outre, la compagnie se démena dans la transition entre modèles d'affaire : de projets entièrement financés par les clients et devenant propriétaires du résultat, à une approche où l'entreprise devait réaliser des investissements périodiques pour soutenir l'amélioration de ses propres produits[réf. souhaitée].

### Traitement de texte
ACT fut également un précurseur dans le domaine du traitement de texte entre le milieu et la fin des années 1970, en acquérant Base Information Systems et sa technologie Ultratext System et en s'associant avec Honeywell pour déployer ce système sur le mini-ordinateurs Honeywell Level 6. Le produit reçu un avis positif dans Computerworld en 1976 et était toujours activement commercialisé en 1979. Mais Wang Laboratoires accapara la majorité de ce marché dans lequel Ultratext souffrait de sa complexité. Oscar Schachter dira plus tard que cette occasion manquée « a été l'un nos pires échecs ».

### Internationalisation
Durant les années 1970, la société a établi un bureau à Téhéran : au fil du temps, IBM s'était retiré de ce marché et quand le régime de Shah Reza Pahlavi décida une uniformisation de l'armée iranienne avec le Honeywell 6000 series, ACT reçut un contrat de sous-traitance de la filiale italienne de Honeywell afin de concevoir un système d'inventaire pour la Force aérienne impériale iranienne et les systèmes d'information iraniens. Le nom d'« Inter-ACT » a de nouveau été utilisé pour cette entreprise,, avec un contrat représentant jusqu'à un quart du chiffre d'affaires de ACT mais il se termina sans que les paiements soient complètement honorés. Avec la Révolution iranienne, ACT devint partie prenante du Iran–United States Claims Tribunal (en) (le tribunal chargé de gérer la crise des otages américains en Iran) et reçut, en 1983, une compensation de 300 000 dollars.
Il y eut aussi des bureaux de conseil pendant des périodes diverses à Londres, Paris, Chicago et Atlanta[réf. nécessaire].

## Changement de cap

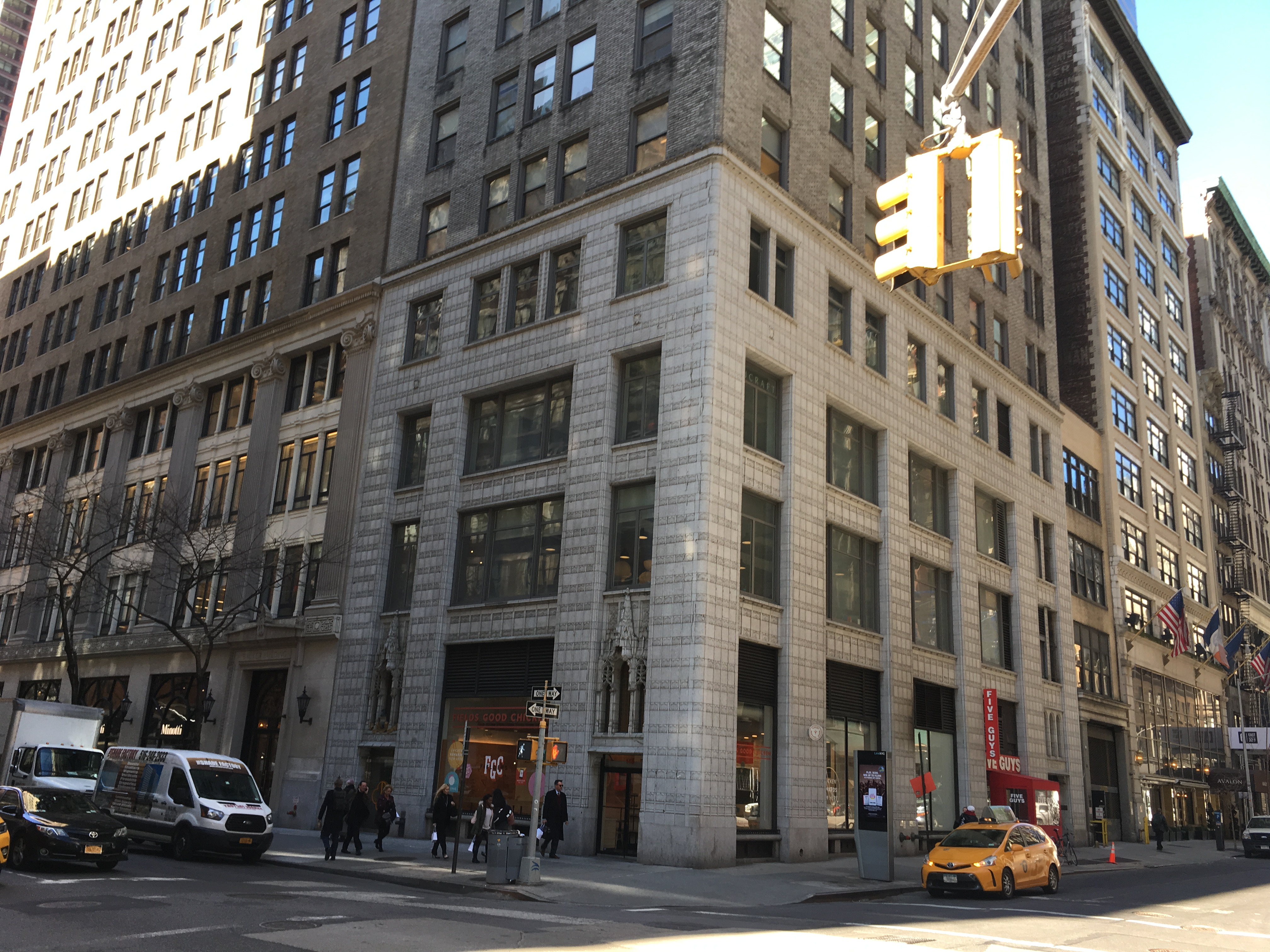
Pendant une grande partie des années 1980, les bureaux d' ACT, étaient situés à 32nd Street et Madison Avenue à Manhattan à New York. Une entrée était dans le bâtiment à l'extrême droite, 16 East 32nd Street, tandis que l'autre entrée était dans le bâtiment Backer à l'extrême gauche, 136 Madison Avenue. Les deux bâtiments jouxtaient un passage de liaison au niveau des arrières. ACT et sa filiale Creative Socio-Medics occupaient des parties du deuxième au cinquième étage des bâtiments.

En 1979, ACT est un mini-conglomérat mondial qui a des bénéfices de plus de 16 millions de dollars et a été dans le Top-60 des plus grosses entreprises du secteur des logiciels, des services et de la gestion d'installations informatiques. Elle tire à peu près autant de bénéfices de l'étranger que des États-Unis et en 1981, la société déclare qu'elle compte 318 employés,, : ses annonces de recrutement étaient une vision familière dans les journaux spécialisés tels que Computerworld. Mais en 1980 et 1981, la société subit un choc : son chiffre d'affaires stagne autour des 15 à 16 millions de dollars, tout en perdant plus de 0,6 million la première année et plus de 1,5 million la seconde. Plusieurs activités étaient déficitaires, y compris les service bureau, et des dépassements de coûts eurent lieu dans le développement d'un ensemble de compilateurs Pascal. S'y ajoutèrent des problèmes de comptabilité en 1980 concernant l'accumulation des coûts sur quelques contrats à long terme.
Des dires postérieurs d'Oscar Schachter la société d'investissement franciscanaise Birr, Wilson & Co avait réalisé une injection de capital dans l'entreprise et désigné un membre du conseil d'administration. Ce directeur n'était pas satisfait par la façon dont Charles Lecht gérait la société, et en particulier par le nombre d'activités dans lesquelles ACT investissait et par ses réticences à fermer celles qui n'étaient pas rentables. Les membres du conseil d'administration se joignirent ensuite à ses idées et demandèrent au président et fondateur de s'en aller. Oscar Schachter dira : « C'était, de toutes les choses que j'ai fait de toute ma carrière dans les affaires, la chose la plus difficile que j'ai jamais faite, mais j'ai senti que la société faisait face à de graves risques de faillite si nous ne prenions pas une position et une posture différentes. »
En mai 1982, Charles Lecht quitte donc ACT, situation qu'il dépeint comme étant de son propre choix, en disant qu'il veut poursuivre dans l'écriture, la prise de parole et dans d'autres activités liées à la technologie. Mais comme Datamation écrit à l'époque, le départ se fit « avec plus qu'une petite poussée » : des poursuites ont été intentées entre la société et son ancien président, elles furent réglées en février 1983 dans un accord qui impliqua le rachat des actions de Charles Lecht. Quelques années plus tard, il dira qu'il était parti parce qu'il était attristé de voir l'esprit d'entreprise qu'il avait établi se changer en ce qu'il appelle une « bureaucratie de yuppie nincompoops ». Il créera plus tard Lecht Sciences Incorporated (LSI). Oscar Schachter devenu président après ce départ, il occupa un an plus tard le poste de PDG. Pendant l'année 1982, la société céda ses deux principaux service bureau, ceux de Phoenix et d'Edmonton, et ferma les deux plus petites divisions déficitaires. Redevenue rentable au cours du second semestre de 1982, ses recettes atteignirent un niveau record de dix-huit millions de dollars pour l'ensemble de 1982, puis retomba à onze millions l'année suivante, pour finalement remonter progressivement et atteindre quinze millions de dollars en 1986, tandis que le bénéfice d'exploitation a également été amélioré progressivement, dépassant un million de dollars en 1986.

### Autres compilateurs
Le premier compilateur JOVIAL (en) a été produit en 1981, conçu pour le processeur de mémoire 16 bits Zilog Z8002. Il fut bientôt adapté aux spécifications du processeur 16 bits MIL-STD-1750A, populaire à ce moment. Avec ces compilateurs se sont adjoints des outils associés tels que assembleurs, éditeurs de liens, environnements d'exécution, simulateurs et débogueurs de symboles : ils ont généralement été hébergés sur un ordinateur central IBM System/370 ou des mini-ordinateurs VAX/VMS. 
En 1984, la société a reçu plus de trois millions de dollars en financement de la part de Prudential-Bache Securities (en) afin de poursuivre le développement de compilateurs commercialisables : un compilateur BASIC a été développé en 1985 qui avec COBOL, FORTRAN et Pascal a été fourni pour les ordinateurs de la series 3B de AT&T Computer Systems. Un compilateur de langage C a été développé en 1986. Dans le même temps, les compilateurs commerciaux ont été amélioré pour prendre en charge les dernières normes COBOL 85 et FORTRAN 8X, dans le cadre d'un contrat pour la joint-venture BiiN.
L'injection de liquidités de Prudential-Bache a également été utilisé pour développer un compilateur Ada ciblant l'architecture normalisée MIL-STD-1750A. Il s'agissait du front-end d'un compilateur dérivé de la licence DDC-I au Danemark (elle-même émanation du Dansk Datamatik Center (en)) couplé à un back-end de ACT qui s'appuyait sur les outils de l'entreprise déjà existants pour cette architecture. ACT est devenue la première entreprise américaine à valider un compilateur Ada 1750A au regard de l'intense série de validations Ada Compiler Validation Capability.

### Systèmes embarqués

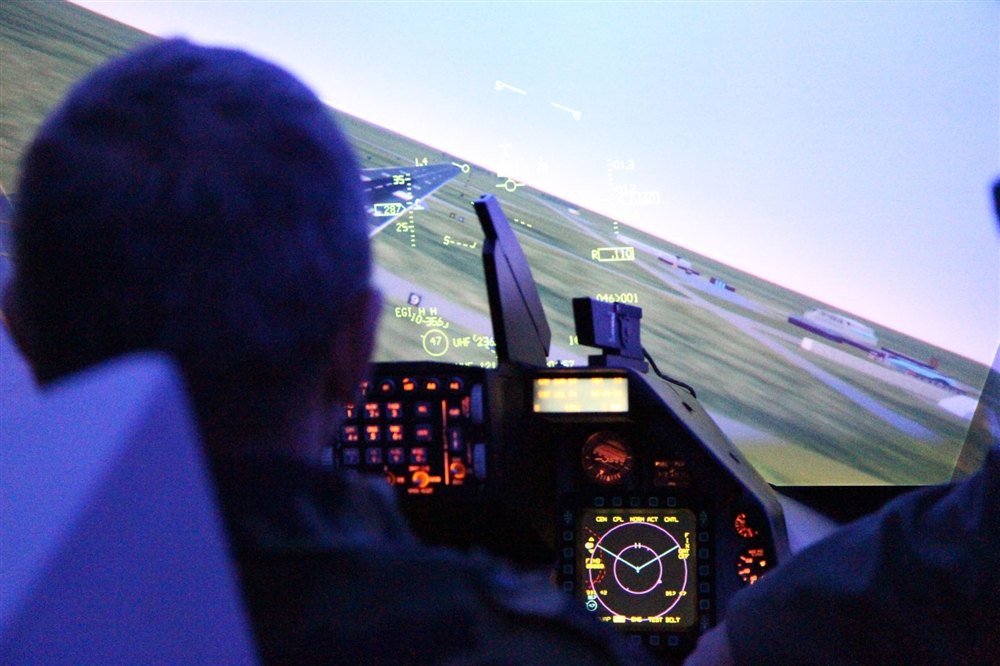
Avionique (ici simulée) de l'avion F-16. Advanced Computer Techniques y a contribué à travers le langage JOVIAL.

Entre JOVIAL et Ada, la société acquiert comme clients des sous-traitants reconnus du secteur de la défense dans les années 1980. Elle a élargi son offre autour des langages souhaités par ce secteur pour le déploiement de systèmes embarqués. General Dynamics est devenu le plus gros client pour le produit JOVIAL en particulier pour son usage dans l'avionique du F-16, mais il a été vendu à un certain nombre d'autres sous-traitants de la défense.

### Systèmes bancaires
La société a également poursuivi sa division des applications commerciales, en particulier en travaillant pendant le début et le milieu des années 1980 sur un contrat majeur pour le développement de parties du système bancaire de Chemical Bank (en) appelé « Pronto »,,. Bien que ce système ait été en avance sur son temps et malgré une campagne de promotion importante, il fut peu adopté. Cette division sera fermée en 1986.

## Destinées

### Filiales

#### InterACT
En juillet 1987, une nouvelle coentreprise appelée InterACT qui était aux deux tiers détenue par LSI Logic et à un tiers par ACT fut créée avec l'ambition de créer des outils de ce qu'elle nomme alors l'espace CASHE (Computer Aided Software/Hardware Engineering). Oscar Schachter en fut le premier PDG puis Edward D. Bright prit le relais en 1988, il a occupé plusieurs postes de direction chez ACT. ACT y transféra sa division des compilateurs et des outils connexes pour inclure ensemble :
- Les compilateurs existants de ACT, les assembleurs, les éditeurs de liens, les simulateurs et débogueurs;
- Un outil de la gamme CASE nommé Interactive Development Environments's Software Through Pictures;
- Un outil CAE nommé LSI Design System  et de nouveaux composants.

L'ensemble des produits renommé en System Design Environment (SDE) était destiné à fournir un moyen de conception des systèmes embarqués, ainsi que de simulation et de débogueur des applications permettant un développement sans avoir à attendre le prototype matériel. Une autre motivation de ACT pour la conclusion de ce contrat a été l'accès à la division vente et mercatique de LSI Logic, qui était beaucoup plus grande que la sienne. Les travaux de la société sur les compilateurs commerciaux cessa progressivement bien qu'un cross compilateur C pour l'architecture de processeur Intel i960 embarquée fut achevé et rencontra un certain succès à la vente.
InterACT perd de l'argent dès le départ : 0,5 million de dollars au deuxième semestre de 1987 et 2,5 millions sur tout 1988,. Son nouveau produit SDE s'est avéré difficile et coûteux à concevoir, et après un certain temps, LSI Logic cherchait à s'en désengager. Néanmoins, IBM devenait dans le même temps très intéressé par le potentiel de SDE, à une époque où l'entreprise cherchait à faire des investissements dans plusieurs petites entreprises. Ainsi, en novembre 1988, InterACT rachète la participation de LSI Logic propriété et se vend pour 40 % à IBM et pour 11 % à Prudentiel-Bache Securities. Les nouveaux propriétaires n'ont pas été rendus publics jusqu'en février 1989, quand le cours de l'action de ACT devient instable. En mars 1989, ACT (y compris InterACT) avait environ 140 employés.
En 1990, l'idée de SDE est définitivement abandonnée et l'accent fut plutôt mis sur l'outil d'administration qui avait été créé et surnommé « the InterACT Integrator ». Il a été intégré à des postes de travail Sun Microsystems se positionnait comme un framework de gestion de données pour l'intégration et le séquençage automatique d'outils CASE et autres logiciels. Cependant, il a échoué à trouver un marché.
Pendant ce temps, ses propres produits Ada et JOVIAL ont continué à se vendre et à se développer. En 1988, la société a conclu un accord de licence avec MIPS Computer Systems pour accéder à la technologie du back-end de compilateur pour le microprocesseur MIPS R3000 RISC  et a commencé à travailler sur un système cross compilateur Ada. Tout d'abord validé et publié à la fin de 1989, l'un des premiers à le faire, ce cross compilateur fit un certain nombre de ventes.
Malgré tout, l'activité d'InterACT a continué de s'aggraver et, à partir de septembre 1989, il y eut un certain nombre de vagues de mises à pied. En octobre 1991, il a été annoncé que DCC-I avais acquis l'activité des systèmes embarqués Ada et JOVIAL d'InterACT. Ce qui restait de l'activité SDE/Intégrator fut démantelé.

#### Creative Socio-Medics
Au moment de son acquisition par ACT en 1973, Creative Socio-Medics était spécialisée dans la fourniture de produits logiciels et des services matériels et logiciels dans le domaine du service à la personne, en particulier pour la santé comportementale comme les hôpitaux psychiatriques et les cliniques de santé mentale. Cela incluait un vaste réseau d'installations telles que les Instituts Psychiatriques d'Amérique et le New Jersey Department of Human Services. La filiale a également employé des analystes de recherche qui ont étudié le comportement de problèmes de santé. À l'origine, les systèmes de CSM fonctionnaient en traitement par lot. Dans les années 1970, CSM prit le parti de déployer son logiciel sur des systèmes de mini ordinateur en ligne qui ont été fournis à des clients comme des systèmes clé en main. Près de la fin de la décennie, toutes les applications de CSM ont été convertis pour être mis en œuvre à l'aide de MUMPS, un langage de programmation qui est devenu un choix commun au sein de l'industrie des soins de santé,.
Pour la plupart, CSM opérait indépendamment de ACT mais il y eut quelques collaborations occasionnelles, comme lorsque la maison-mère produisit des implémentations de MUMPS pour la série de micro-ordinateurs Digital equipment Corporation PRO et la ligne de produits à tolérance de pannes de Tandem computers,. Ou encore lorsque le produit Network Processor de ACT a été utilisé comme cœur du Human Services Network Information System de CSM. Au fil du temps, CSM a grandi comme une filiale de ACT. et est devenu un contributeur majeur à la situation financière globale de ACT. Elle tendait à la rentabilité pendant quelques années puis inversait la tendance les suivantes, sans jamais être en solide santé financière. En 1989, CSM cesse de partage les installations de ACT et a déménage à Islip à Long Island.
Creative Socio-Medics devint une histoire à succès : Carte Medical, la société qui l'a acheté en 1994, a changé sa dénomination sociale pour Netsmart Technologies en 1996 et a été cotée plus tard dans l'année,. Creative Socio-Medics resta une filiale à travers laquelle elle faisait des affaires,. Dans les années 2000 elle a été constamment rentable et après l'acquisition d'un rival de taille en 2005, le nom Creative Soco-Medics fut retiré en faveur de simplement Netsmart. La société fut vendu en 2007 à un duo de sociétés de private equity pour la somme de 115 millions de dollars. En 2011, elle a 600 employés.

### Disparition
Une fois que CSM a été vendu, ACT n'eut plus d'activités ni d'actifs, seulement des dettes d'entreprises persistantes qui furent remboursés avec l'argent de la vente. Comme Oscar Schachter l'a dit plus tard au sujet de ACT : « Nous avons simplement disparu. Nous n'avons jamais dissous la société. Nous n'avons jamais déclaré la faillite ... nous avons simplement disparu. »
D'anciens employés d'ACT allèrent chercher du travail ailleurs, sur des compilateurs et différents types logiciels système. Le plus notable d'un tel exode a été Edison Design Group, fondée par un des concepteurs de compilateur de ACT : J. Stephen Adamczyk en 1988. Avec plusieurs autres ex-membres du groupe compilateur commercial de ACT ils connurent un très grand succès avec une implémentation de front-end pour le langage de programmation C++ et devinrent considérés comme contributeurs du projet de standardisation ISO C++.
Après l'acquisition et le changement de marque des produits de compilation JOVIAL et Ada de ACT et InterACT, DDC-I a continué à les développer et à les commercialiser dans les années 1990; ils étaient toujours répertorié comme produits sur leur site web comme legacy dans les années 2010.
Rétrospectivement, Oscar Schachter dit à propos de son travail chez Advanced Computer Techniques : « j'ai beaucoup aimé faire partie de ce groupe. C'était un groupe de personnes vraiment brillantes. C'était une compagnie agréable pour laquelle travailler ... Je suis juste désolé que nous n'ayons pas eu plus de succès que ce qu'il s'est avéré ».

### Rapports annuels de la société
1. 1 2 3 4 5 6 7 8 9 10 11 12  (en) 1986 Annual Report, Advanced Computer Techniques, 1987, p. 4–8 (description section).
2. 1 2 3 4 5 6  (en) Annual Report 1982, Advanced Computer Techniques, 1983, p. 1, 4, 16–20, back inside cover (financial section).
3. ↑  (en) Annual Report 1983, Advanced Computer Techniques, 1984, p. 18 (financial section).
4. 1 2  (en) Annual Report 1982, Advanced Computer Techniques, 1983, p. 1-10, et 12 (description section).
5. 1 2 3 4 5 6 7  (en) Annual Report 1984, Advanced Computer Techniques, 1985, p. 4-9 (description section).
6. 1 2 3 4  (en) Annual Report 1985, Advanced Computer Techniques, 1986, p. 5-6, 8, et 12 (description section).
7. 1 2 3 4 5 6  (en) Annual Report 1988, Advanced Computer Techniques, 1989, p. 11-15, et 47 (financial section).
8. ↑  (en) Annual Report 1983, Advanced Computer Techniques, 1984, p. 8 (description section).
9. 1 2 3  (en) Annual Report 1987, Advanced Computer Techniques, 1988, p. 1-2, 8-9 (description section).
10. ↑  (en) Annual Report 1987, Advanced Computer Techniques, 1988, inside back cover (financial section).
11. 1 2 3  (en) Annual Report 1988, Advanced Computer Techniques, 1989, p. 1-2 (description section).